# Soledad Bravi
Soledad Bravi est une illustratrice française et auteure d'ouvrage pour la jeunesse née le 1er avril 1965 à Paris.

## Biographie
Soledad Bravi, fille de Mila Boutan sort diplômée de l’École supérieure d'arts graphiques Penninghen en 1988. Elle travaille comme directrice artistique dans la publicité, puis devient illustratrice professionnelle en 1993. Elle est l'auteure de nombreux livres chez différents éditeurs (l'École des loisirs, Marabout, Gallimard, Seuil, Mila). Elle collabore avec le magazine Elle, Colette, le pâtissier Pierre Hermé, Chanel, Petit Jour Paris, Image Republic, Monoprix et les marques de beauté Clarins et L'Occitane en Provence. Depuis mai 2012, chaque semaine, elle a sa propre page dans le magazine Elle France.

## Publications

### Auteure-illustratrice
- Mon garage[2], éditions Saltimbanque, 2024  (ISBN 9782378013073)
- Crocococo, L'école des loisirs, 2023
- Mon chien Scott, L'école des loisirs, 2023
- Le livre des je veux !, L'école des loisirs, 2023
- Chez moi, L'école des loisirs, 2023
- Le cadeau d'anniversaire, L'école des loisirs, 2022
- Avez vous lu les classiques de la littérature ?, tome 5, scénario de Pascale Frey, Rue de Sèvres, 2022
- Grand amour, avec Hervé Eparvier, J -C Lattès, 2022
- Les amours de Zeus, Rue de Sèvres, 2021
- Petits bonheurs, avec Hervé Eparvier, J-C Lattès, 2021
- Andy, L'école des loisirs, 2021
- Le livre des bruits, École des loisirs, coll. « Loulou & cie », 2021
- Le raton laveur qui ne voulait pas se laver, École des loisirs, coll. « Loulou et cie », 2020
- Quand on était petits, Rue de Sèvres, 2020
- Gabi, tu me fais trop rigoler !, École des loisirs, coll. « Mouche », 2020
- Garance, c'est comme ma petite sœur, École des loisirs, coll. « Mouche », 2019
- La ménopause, avec Fabienne Travers, Denoël, 2019
- Ne pleure plus, Gabi !, École des loisirs, coll. « Mouche », 2018
- Trop de chance, Gabi !, École des loisirs, coll. « Mouche », 2018
- Vive la vie, Gabi !, École des loisirs, coll. « Mouche », 2018
- Tout schuss, Gabi !, École des loisirs, coll. « Mouche », 2018
- Pourquoi y a-t-il des inégalités entre les hommes et les femmes ?, Rue de Sèvres, 2018[3]
- La BD de Soledad : la compile de l'année, t.5, Rue de Sèvres, 2017
- Mon petit doigt m'a dit, École des loisirs, coll. « Loulou et cie », 2017
- Mon cahier à tout dessiner, L'école des loisirs, 2016
- Bart is back,Denoël, 2016[4]
- Le pigeon qui voulait être un canard, Bayard, 2016
- La BD de Soledad : la compile de l'année, t.4, Rue de Sèvres, 2016
- Une journée avec le Père Noël, École des loisirs, coll. « Loulou et cie », 2016
- Marie-Puce, Milan, coll. « Milan et demi, » 2015
- La BD de Soledad : la compile de l'année, t.3, Rue de Sèvres, 2015
- L'Iliade et l'Odyssée, Rue de Sèvres, 2015[5]
- Que font les animaux quand il pleut ?, École des loisirs, coll. « Loulou et cie », 2015
- Maman, comment on fait les bébés ?, École des loisirs, coll. « Loulou et cie », 2015
- Maman dans tes bras, École des loisirs, coll. « Loulou et cie », 2014
- Choisis un animal, École des loisirs, coll. « Loulou et cie », 2014
- La BD de Soledad : la compile de l'année, t.2, Rue de Sèvres, 2014
- Le livre qui sent bon, École des loisirs, 2013
- J'ai mis dans ma valise, École des loisirs, coll. « Loulou et cie », 2013
- La BD de Soledad : la compile de l'année, t.1, Rue de Sèvres, 2013
- Maman houtuva ?, Seuil, coll. « L'ours qui pète », 2013
- New York et moi, Marabout, 2012
- Ma famille à colorier, École des loisirs, coll. « Loulou et cie », 2012
- La livre des couleurs, École des loisirs, coll. « Loulou et cie », 2012
- Pompons et chiffons, École des loisirs, coll. « Loulou et cie », 2012
- La girafe jaune, le crocodile vert, le cochon rose et le perroquet rouge : une histoire à colorier, École des loisirs, coll. « Loulou et cie », 2011
- Amour, brouille et câlin, École des loisirs, coll. « Loulou et cie », 2011
- Fruits, légumes, École des loisirs, coll. « Loulou et cie », 2011
- Restons calmes !, Casterman, 2010
- Je pleure donc je ris, École des loisirs, coll. « Loulou et cie », 2010
- Animaux, École des loisirs, coll. « Loulou et cie », 2010
- Zoé, École des loisirs, coll. « Loulou et cie », 2009
- Si j'étais grand, École des loisirs, coll. « Loulou et cie », 2009
- Minibible : en images, École des loisirs, 2009
- Dans la serre je serre un cerf, École des loisirs, coll. « Loulou et cie », 2009
- 1, 2, 3, 4 pattes, École des loisirs, coll. « Loulou et cie », 2009
- Qirînton wa qirînîtaton, Tunis, Cérès Éditions, 2007
- Maraboutdeficelle, École des loisirs, coll. « Loulou et cie », 2007
- Le livre des plus petits, École des loisirs, coll. « Loulou et cie », 2007
- Le cyclope : d'après Homère, École des loisirs, coll. « Loulou et cie », 2007
- Quand le chat n'est pas là, École des loisirs, coll. « Loulou et cie », 2006
- Drago, École des loisirs, coll. « Loulou et cie », 2006
- Comme cochons, École des loisirs, coll. « Loulou et cie », 2006
- Poulpo et Poulpette, École des loisirs, coll. « Loulou et cie », 2005
- Le Livre des cris, Paris, École des loisirs, coll. « Loulou et cie », 2005
- Le Livre des bruits, Paris, École des loisirs, coll. « Loulou et cie », 2004  (ISBN 2-211-07422-7)
- Soledad, c'est quoi... L'homme, Hachette jeunesse, 2001
- Soledad, c'est quoi... Le loup, Hachette jeunesse, 2001
- Soledad, c'est quoi... Les arbres, Hachette jeunesse, 2000
- Soledad, c'est quoi... La vache, Hachette jeunesse, 2000

### Illustratrice
- Ma préhistoire d'amour, de Grégoire Solotareff , L'école des loisirs , 2022
- Dans la tête de mon ado de Agathe de Lastic , dessin de Soledad Bravi , Vent d'ouest , 2022
- Adieu, tante Aimée, texte d'Agnès Mathieu-Daudé, École des loisirs, coll. « Neuf », 2021
- Avez-vous lu les classiques de la littérature ?, t. 4, scénario de Soledad Bravi et Pascale Frey, Rue de Sèvres, 2021
- Pourquoi y a-t-il des inégalités entre les hommes et les femmes ?, texte de Dorothée Werner, Rue de Sèvres, 2020
- Avez-vous lu les classiques de la littérature ?, t. 3, scénario de Soledad Bravi et Pascale Frey, Rue de Sèvres, 2020
- Avez-vous lu les classiques de la littérature ?, t. 2, scénario de Soledad Bravi et Pascale Frey, Rue de Sèvres, 2019
- Le Livre des petits bonheurs, texte d'Hervé Éparvier, École des loisirs, coll. « Loulou et cie », 2020
- C'était mieux avant, texte d'Hervé Éparvier, Rue de Sèvres, 2020
- Mon Cahier sex bomb, avec Navie, Marabout, coll. « Les paresseuses », 2019  (ISBN 978-2-501-13793-5)
- Le Livre des qui fait quoi, texte d'Hervé Éparvier, École des loisirs, coll. « Loulou et cie », 2019
- Le Livre des c'est pas moi !, texte d'Hervé Éparvier, École des loisirs, coll. « Loulou et cie », 2019
- Mon papa et ma maman sont magiciens, texte d'Hervé Éparvier, École des loisirs, coll. « Loulou et cie », 2018
- Les paresseuses - Mon cahier jeune maman de Frédérique Corre - Montagu , Marabout , 2018
- Les paresseuses - Mon cahier grossesse de Frédérique Corre - Montagu , Marabout , 2018
- Le Livre des premières fois, texte d'Hervé Éparvier, École des loisirs, coll. « Loulou et cie », 2018
- Le Livre des j’aime pas, texte d'Hervé Éparvier, École des loisirs, coll. « Loulou et cie », 2018
- Avez-vous lu les classiques de la littérature ?, t. 1, scénario de Soledad Bravi et Pascale Frey, Rue de Sèvres, 2019
- Pourquoi il y a t-il des inégalités entre les hommes et les femmes, texte Dorothée Werner, Rue de Sèvres, 2018
- Le Livre des j’aime, texte d'Hervé Éparvier, École des loisirs, coll. « Loulou et cie », 2017
- Les bisous c'est sur la joue, texte de Jérôme Lambert, École des loisirs, coll. « Loulou et cie », 2016
- Les trois cœurs : exposé sous-marin (de CM1), texte d'Alice Butaud, L'École des loisirs, coll. « Mouche », 2016
- Les zozos, texte d'Alice Butaud, L'École des loisirs, coll. « Mouche », 2015
- Pierre Hermé et moi, avec la collaboration de Pierre Hermé, Marabout, 2014
- Le Monstre, texte de Nathalie Laurent, l'École des Loisirs, coll. « Loulou et cie », 2013
- Trop facile la science !, texte de Claire Laurens, Actes Sud Junior, 2013
- Cent histoires du soir, texte de Sophie Carquain, Marabout, 2012 puis 2013
- Louise Titi, texte de Jean-Philippe Arrou-Vignod, Gallimard Jeunesse, coll. « L'heure des histoires », 2012
- Trop facile la magie !, texte de Claire Laurens, Actes Sud Junior, 2012
- Le saule pleureur de bonne humeur, texte de David Foenkinos, Albin Michel Jeunesse, 2012
- Amour, Brouille et Câlin, texte de Vincent Malone, l'École des Loisirs, 2011
- Le Petit garçon qui disait toujours non, texte de David Foenkinos, Albin Michel Jeunesse, 2011 ; nouvelle édition, Albin Michel Jeunesse, coll. « Panda poche, » 2019
- Le cahier sexo des paresseuses, avec Navie, Marabout, coll. « Les Cahiers des paresseuses », 2011  (ISBN 978-2-501-07007-2)
- Mon lapin, texte de Grégoire Solotareff, l'École des Loisirs, 2011
- Je pleure donc je ris, texte de Nathalie Laurent, l'École des Loisirs, 2010
- La Ruse d'Ulysse, texte de Nathalie Laurent, l'École des Loisirs, coll. « Loulou et cie », 2010
- Maman, je t'aime, texte de Benoît Marchon, coffret de 5 vol., Bayard jeunesse, coll. « Ma toute petite bibliothèque », 2010
- Papa, je t'aime, texte de Benoît Marchon, coffret de 5 vol., Bayard jeunesse, coll. « Ma toute petite bibliothèque », 2010
- Éole, Circé et les Sirènes, texte de Nathalie Laurent, l'École des Loisirs, coll. « Loulou et cie », 2009
- Le cheval de Troie : d'après Triphiodore, texte de Nathalie Laurent, l'École des Loisirs, coll. « Loulou et cie », 2009
- Les p'tits philosophes : une rubrique "Pomme d'api", textes de Sophie Furlaud et Jean-Charles Pettier, Bayard Jeunesse, 2009
- Tigrrr, texte de Nathalie Laurent, l'École des Loisirs, coll. « Loulou et cie », 2008
- Princesses, à vos cuillères en argent : 30 recettes royales, texte de Nathalie Le Foll, Librairie du petit jour, 2008
- Le Très grand livre des rêves, texte de Nathalie Laurent, l'École des Loisirs, coll. « Loulou et cie », 2008
- Abracadanoir : moi je vois dans le noir, texte de Nathalie Laurent, l'École des Loisirs, coll. « Loulou et cie », 2008
- C'est moi qui commande, texte de Kéthévane Davrichewy, l'École des Loisirs, coll. « Mouche », 2008
- Si j'étais un super héros, texte de Nathalie Laurent, Mila, 2008
- Si j'étais une princesse, texte de Nathalie Laurent, Mila, 2008
- Gros mots rigolos !, texte de Benoît Marchon, 5 vol., Bayard jeunesse, coll. « Ma toute petite bibliothèque », 2008
- Mensonge et vérité, texte de Nathalie Kuperman, l'École des Loisirs, coll. « Mouche », 2007
- Bonne nuit !, texte de Benoît Marchon, Bayard jeunesse, 2006
- Bonne appétit !, texte de Benoît Marchon, Bayard jeunesse, 2006
- Moustache, texte de Nathalie Laurent, l'École des Loisirs, 2006
- Papa, houêtu ?, texte de Vincent Malone, Seuil Jeunesse, 2005
- Ma zonmé, texte de Vincent Malone, Seuil Jeunesse, 2004
- Le soleil, texte de Christine Mordacq, Mila, 1998
- La petite graine, texte de Christine Mordacq, Mila, 1997
- Les poux, texte de Christine Mordacq, Mila, 1997
- Albert, le petit cochon propre, texte de Voutch, Mila, 1996
- Les amygdales, texte de Christine Mordacq, Mila, 1996
- La varicelle, texte de Christine Mordacq, Mila, 1996